# Приповетка о Петру и Февронији
Приповетка о Петру и Февронији (пун изворни назив: Казивање о животу светих нових чудотвораца муромских, благоверног и преподобног и многохвалног кнеза Петра, названог у монашком чину Давида, и супруге његове, благоверне и преподобне и многохвалне кнегиње Февроније, назване у монашком чину Ефросиније) споменик је староруске агиографске литературе из средине 16. века. Начинио га је писац и преписивач Јермолај-Еразмо на основу муромских усмених предања.

## Настанак приповетке
Према мишљењу истраживача, у приповеци су обједињена два народно-поетска спева: прича о огњеном змају и прича о мудрој дјеви. За усмено-поетску традицију везан је и лик централне хероине – Февроније. Жанр "Приповетке о Петру и Февронији" не може се у потпуности сврстати ни у историјске прозе, ни у агиографије.
Аутор приповетке је Јермолај-Еразмо, савременик Ивана Грозног. Да напише дело о Петру и Февронији, који су – како се претпоставља – управљали Муромом и умрли 1228. године, од Ермолаја је наручио митрополит Макарије. Дело је било написано после канонизације Петра и Февроније на московском црквеном сабору 1547. године.
Прича о Петру и Февронији била је врло популарна у Русији и добила је даљи развитак, како у литератури, тако и у иконопису.
Прича о Петру и Февронији једно је од ремек-дела древне руске наративне књижевности. Прича је објављивана више пута, а научну публикацију споменика извршила је Р. П. Дмитријева.

## Резиме
У граду Мурому владао је кнез Павле. Када њега није бивало код куће, његовој жени је долетао огњени змај и саблажњавао је на блуд. Другим људима се привиђало да је то кнез Павле. Кнегиња се о свему томе поверавала свом мужу. Он је саветовао жени да упита змаја одакле му може доћи смрт. Змај је испричао кнегињи да ће смрт његова бити "од Петрових плећа и Агрикова мача".
Кнез је имао брата по имену Петар. Он је решио да убије змаја, али није знао где узети Агриков мач. Једном приликом, у цркви женског Воздвижењског манастира, свештеник му је показао Агриков мач, који је лежао у процепу између камења олтарског зида. Кнез је узео мач.
Једном је Петар дошао свом брату, који је тог тренутка био код куће. Потом Петар пође својој снаји и увиде да брат већ седи код ње. Павле му је објаснио да змај уме да узима његов облик. Тада Петар рече брату да не иде нигде, узе Агриков мач, дође снаји и уби змаја. Змај доби свој облик и, умирући, испрска Петра крвљу, због које овај оболева од губе. Од те болести га нико није могао излечити. Кнезу у сну бива откривено да га може исцелити само кћер пчелара који скупља дивљи мед – Февронија, млада житељка села Ласково у Рјазањској земљи.
У једној од сељачких кућа у селу Ласково близу Рјазања, гласник који је послат да тражи кнезу лека увиде чудан призор: за разбојем је седела девојка и ткала платно, а пред њом је поскакивао зец. Говорећи у загонеткама, Февронија је проверавала госта колико познаје "језик мудрости". Прва загонетка Февроније "лоше је када је дом без ушију, а горња соба без очију" садржала је поруку да је Февронија – неудата девојка која нема дете. Февронија је, као плату за лечење, од кнеза тражила да је узме за жену, што јој он и обећава. Февронија је исцелила кнеза, али он није одржао своју реч, јер је она била родом од простих људи. Но, она се показала мудром, и намерно у процесу лечења није излечила једну рану на кнежевом телу. Због тога се болест обновила, Февронија је опет излечила Петра, и он се њом оженио.
Када је Петар наследио кнежевство после брата, бољари који нису хтели да имају за кнегињу просту жену, рекли су му: "Или отпусти жену која својим пореклом вређа племените жене, или напусти Муром". Кнез узе Февронију, и на два чамца отпловише низ реку Оку.
У Мурому је настала велика смутња, многи су кренули да освајају упражњени престо, почела су убиства. Тада бољари замолише кнеза и његову жену да се врате. Кнез и кнегиња су се вратили, и Февронија је касније успела да стекне љубав својих грађана.
У позним годинама, примивши монашки постриг у различитим манастирима са именима Давид и Ефросинија, молили су Бога да умру у исти дан. Завештали су људима да њихова тела буду положена у једну гробницу, коју су раније припремили од камена са танком преградом. Умрли су у истом дану. Сматрајући да је погребење у један гроб неспојиво са монашким позивом, њихова тела су сахранили у различитим манастирима, но следећег дана она су се оказала једно поред другог. Њих су поново положили у различите гробове, но следећег јутра њихова тела су поново пронађена у истој гробници. После тога су их опевали и сахранили у једном гробу.

## Унутрашње везе
- Петар и Февронија Муромски
- Дан Петра и Февроније
- Прича о Петру и Февронији (цртани филм)